# Catanduba
Genre
Catanduba est un genre d'araignées mygalomorphes de la famille des Theraphosidae.

## Distribution
Les espèces de ce genre sont endémiques du Brésil.

## Liste des espèces
Selon World Spider Catalog (version 14.0, 2013) :
- Catanduba araguaia Yamamoto, Lucas & Brescovit, 2012
- Catanduba canabrava Yamamoto, Lucas & Brescovit, 2012
- Catanduba flavohirta (Simon, 1889)
- Catanduba peruacu Yamamoto, Lucas & Brescovit, 2012
- Catanduba piauiensis Yamamoto, Lucas & Brescovit, 2012
- Catanduba simoni (Soares & Camargo, 1948)
- Catanduba tuskae Yamamoto, Lucas & Brescovit, 2012

## Publication originale
- Yamamoto, Lucas & Brescovit, 2012 : Catanduba, a new Theraphosinae spider genus from central Brazil (Araneae, Theraphosidae). Zootaxa, no 3172, p. 1-19.